# Cronologia da missão Cassini-Huygens
Esta página lista a os eventos cronológicos que ocorreram ou espera-se que ocorram durante a missão da sonda Cassini-Huygens a Saturno e à sua lua Titã.

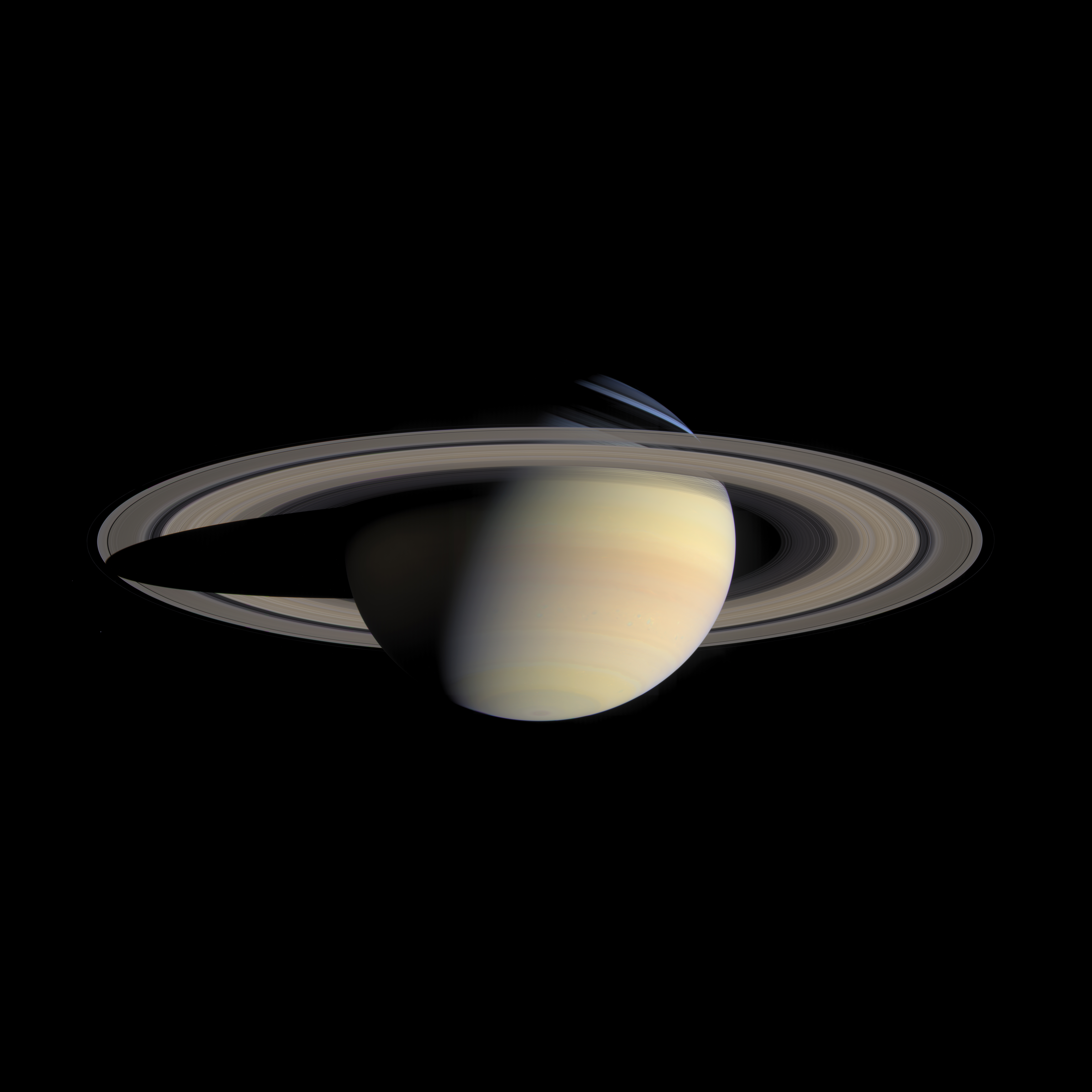
Imagem de Saturno tirada pela Cassini, Fevereiro 2004

## 1997

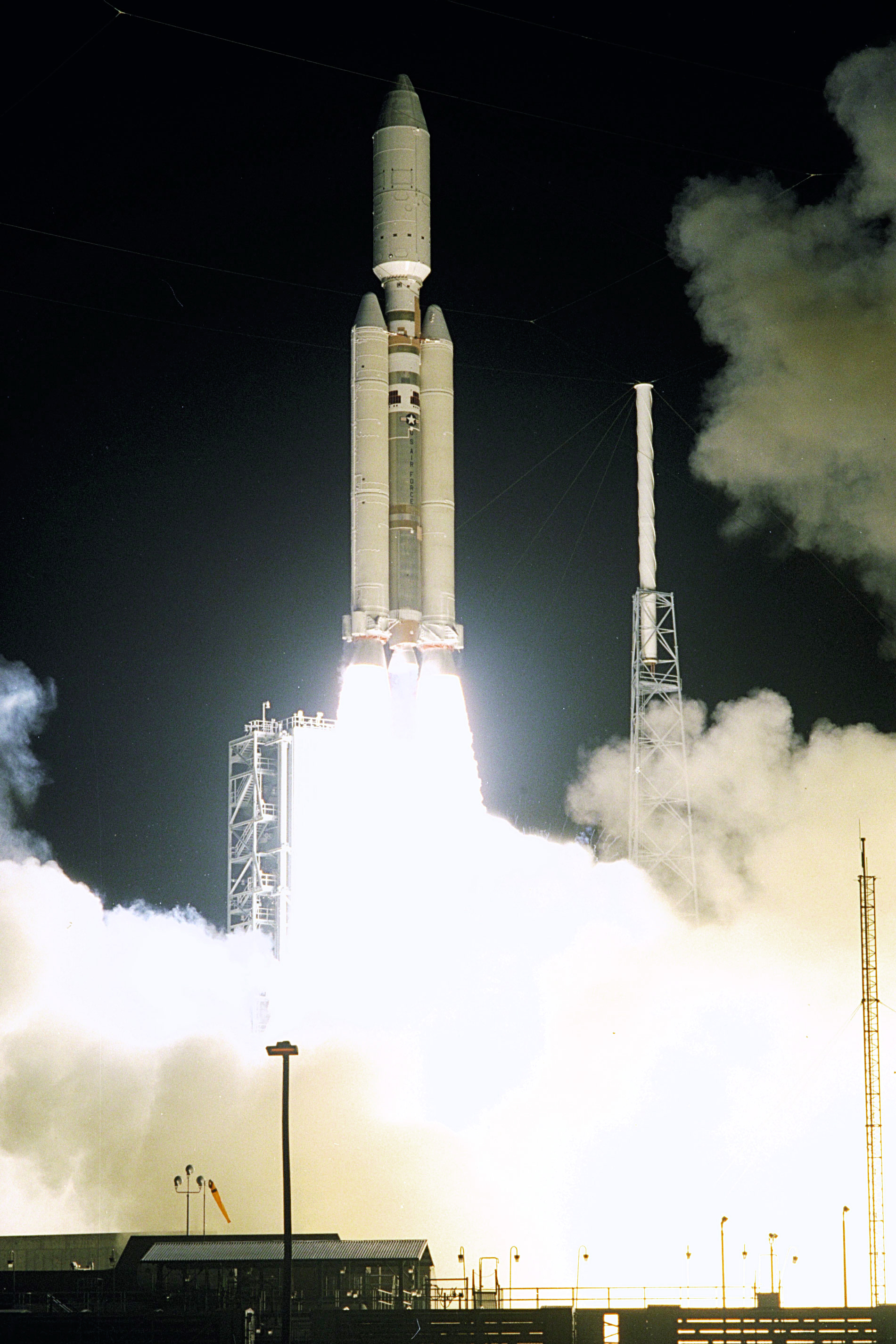
Lançamento ocorrido às 8:43 UTC em 15 de outubro, 1997, do Complexo de Lançamento Espacial 40 na Estação da Força Aérea do Cabo Canaveral, Florida.

15 de outubro — Cassini lançada ao espaço às 08:43 UTC.

## 1998
26 de abril 06:52 PDT — Sobrevoo de gravidade assistida por Vênus a 284 km, recebendo um incremento de velocidade de aproximadamente 7 km/s 
3 de dezembro 22:06 PDT – A Cassini acionou seu motor de foguete principal por 90 minutos, definindo o caminho da nave espacial para seu segundo sobrevôo a Vênus em 1999. A queima do motor desacelerou-a para aproximadamente 450 metros por segundo em relação ao Sol. A velocidade da sonda foi de 67,860 km/h no início da manobra a 66,240 k/h ao fim do acionamento do motor.

## 1999
24 de Junho — Sobrevôo de gravidade assistida por Vênus a 623km.

Foto da lua durante o sobrevôo

18 de Agosto 03:28 UTC — Sobrevôo de gravidade assistida pela Terra. Uma hora e 20 minutos antes da maior aproximação, a Cassini aproximou-se da Lua a 337.000 km, e tirou uma série de fotografias para calibração. A espaçonave passou pela Terra a uma distância de 1.171km por sobre a porção leste do Pacífico Sul (ponto mais próximo 23°30′S 128°30′O / 23.5°S 128.5°O). Recebeu um incremento de 5,5 km/s em velocidade. 

## 2000
23 de Janeiro — Sobrevoo do asteroide 2685 Masursky cerca das 10:00 UTC. A Cassini tirou fotos () 5 a 7 horas antes, a uma distância de 1,6 milhões de quilómetros e estimou o diâmetro do asteroide entre 15 a 20 km.

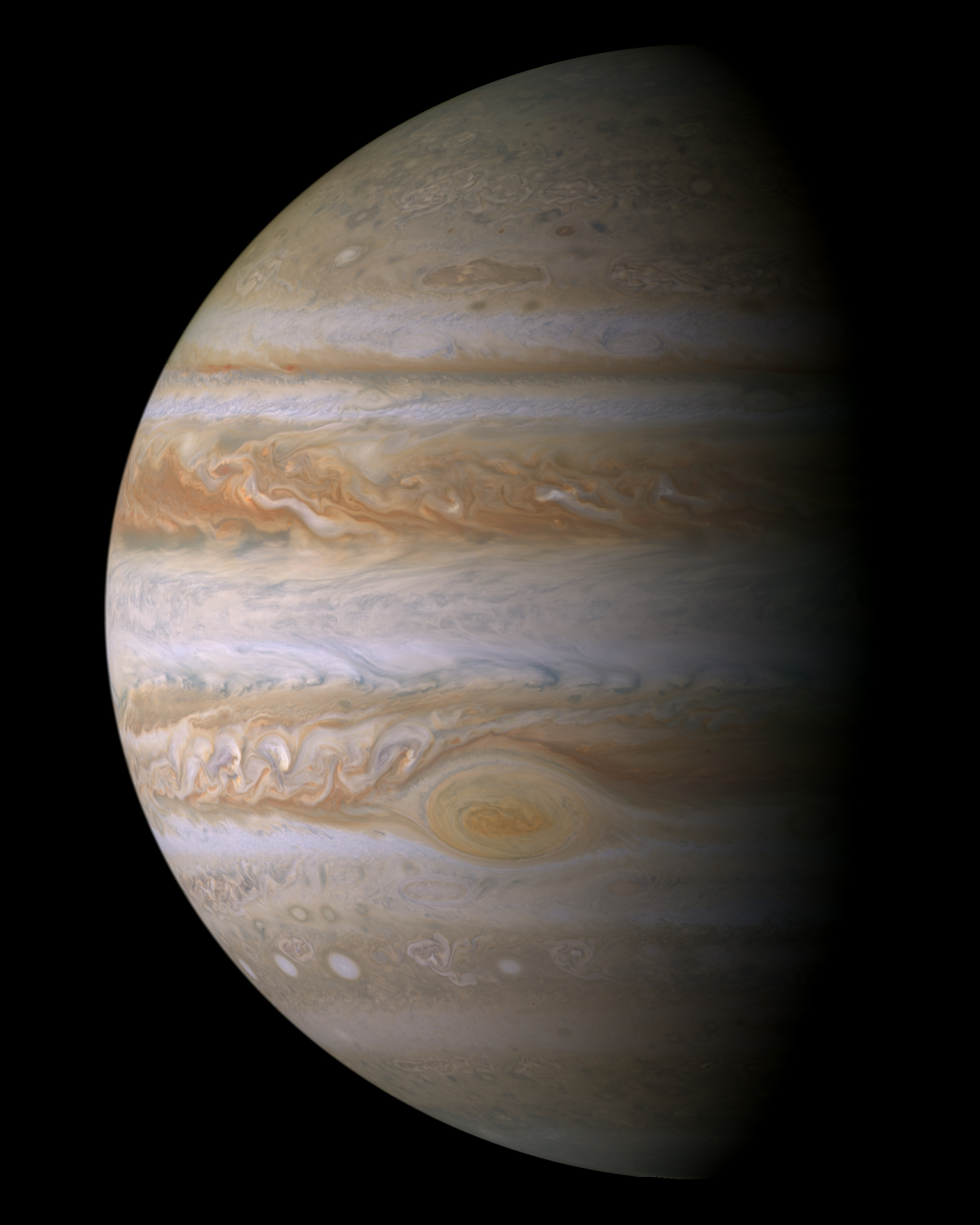
Imagem do sobrevôo de Júpiter

30 de Dezembro — Sobrevoo de gravidade assistida por Júpiter. A Cassini atingiu a sua maior proximidade (9,7 milhões de quilômetros) com Júpiter nesta data, aproveitando para realizar diversas medições científicas. Também proporcionou os mais detalhados retratos em cores de Júpiter já produzidos (à direita); os pormenores visíveis mais pequenos são do tamanho de 60 km.

## 2001
30 de maio – Durante a fase de costa entre Júpiter e Saturno, notou-se que uma "névoa" ficava visível nas fotos tiradas pela câmera de ângulo estreito da Cassini. Isso foi visto pela primeira vez quando uma foto da estrela  Maia na Plêiades foi tirada depois de um período de aquecimento de rotina

## 2002
23 de julho – No final de janeiro, foi realizado, por meio de aquecimento, um teste para a remoção da "névoa" das lentes da câmera de ângulo estreito. A elevação da temperatura a 4°C por oito dias produziu resultados favoráveis. Mais tarde, o aquecimento foi estendido para 60 dias, e uma imagem da estrela Spica mostrou uma melhoria de mais de 90% em comparação com as imagens coletadas antes do aquecimento. Em 9 de julho, uma fotografia revelou que o procedimento havia sido completamente bem sucedido, o que foi anunciado em 23 de julho.

## 2003
10 de outubro – A equipe de ciência da Cassini anunciou os resultados de um teste da teoria da gravidade de Einstein, realizado por meio do emprego de sinais de rádio da sonda. Os pesquisadores observaram uma alteração na frequência das ondas de rádio que saíam e voltavam para a sonda, uma vez que tais ondas viajavam próximas ao Sol. Testes anteriores estavam de acordo com as previsões teóricas com uma precisão de uma parte em mil. O experimento da Cassini melhorou tal valor para 20 partes por milhão, com os dados ainda apoiando a teoria de Einstein.

## 2004

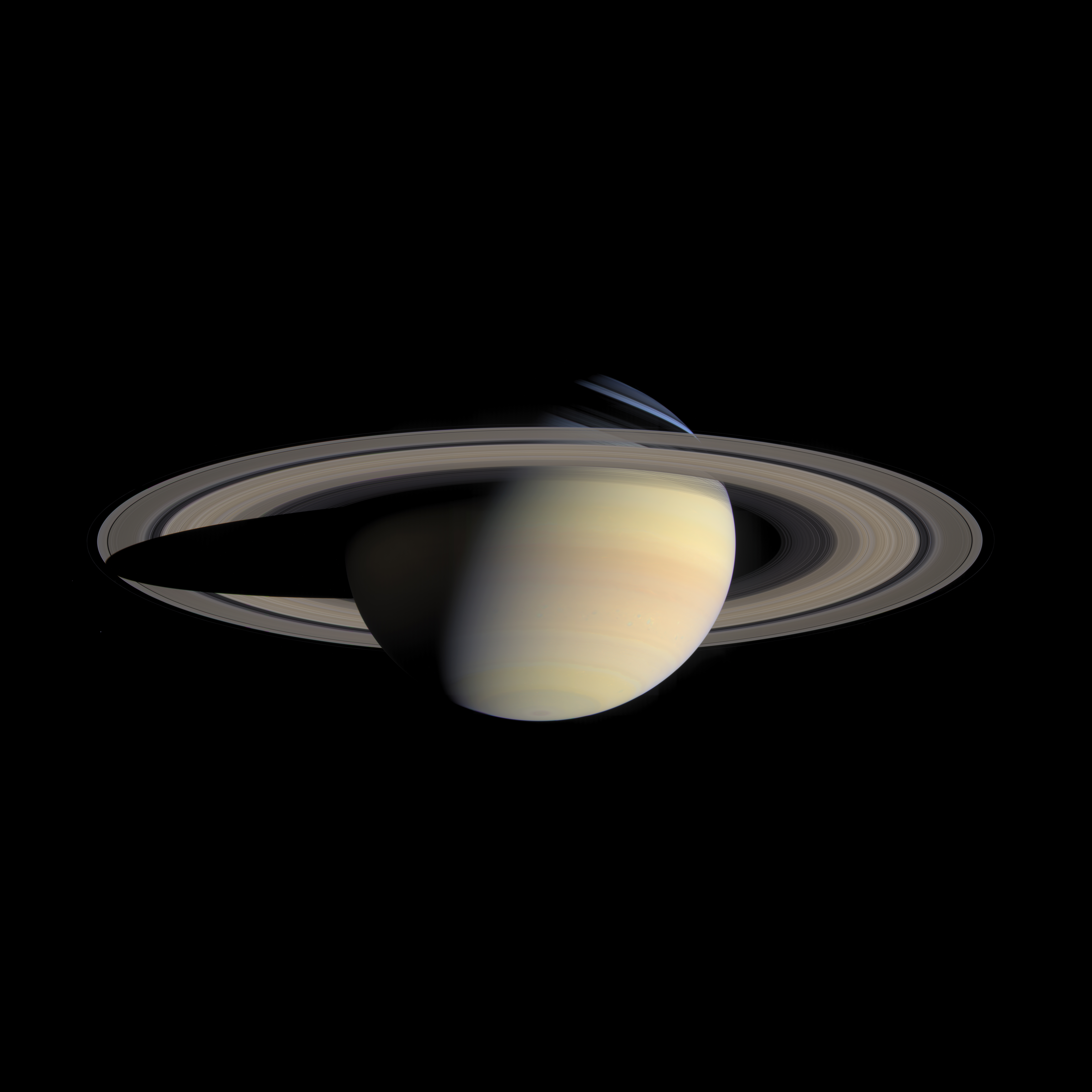
Imagem de Saturno tirada pela Cassini, fevereiro de 2004

27 de fevereiro – Uma nova imagem em alta resolução de Saturno, tirada pela Cassini em 9 de fevereiro, foi publicada. Os cientistas da missão ficaram intrigados pelo fato de que nenhum "raio" nos anéis de Saturno é visível. Tais estruturas escuras na seção "B" section do anel haviam sido descobertas por imagens tiradas pela sonda Voyager em 1981. Outra imagem, em infravermelho, tirada em 16 de fevereiro, mostra diferenças de altura nas nuvens e a mesma turbulência vista durante a década de 1990 pelo Telescópio espacial Hubble.
12 de março – Fotografias tiradas em 23 de fevereiro mostram uma característica descoberta pela Voyager: Aglomerações no exterior do anel "F". O que não pôde ser verificado à época, era o tempo de vida exato desses aglomerados, e espera-se que a Cassini venha a fornecer dados conclusivos sobre esta questão. O primeiro conjunto de imagens mostram um grupo "blocos" que se deslocam ao longo do anel "F".
26 de março – A equipe de cientistas da Cassini publicou a primeira sequência de fotos de Saturno, mostrando nuvens se movendo em alta velocidade ao redor do planeta. Utilizando um filtro para melhor visualizar a névoa de água sobre a cobertura densa de nuvens. As movimentações nas regiões equatoriais e meridionais são claramente visíveis. As fotografias foram tiradas entre 15 e 19 de fevereiro.
8 de abril – A primeira observação "a longo prazo" da dinâmica de nuvens na atmosfera de Saturno foi publicada pelos cientistas da missão. Um conjunto de imagens mostra duas tempestades nas latitudes meridionais se fundirem durante o período de 19 a 20 de março. Ambas tinham um diâmetro de cerca de 1.000 km antes de se fundiram

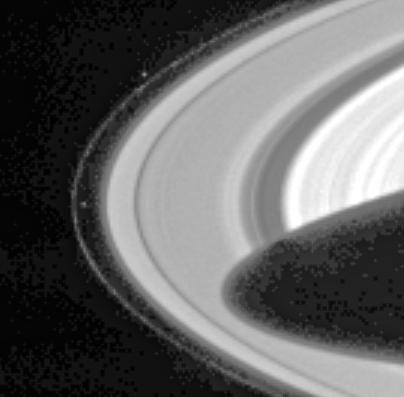
Anel "F" e satélites pastores

15 de abril – A NASA anunciou que duas luas descobertas pela Voyager 1 foram novamente avistadas pela Cassini nas fotos tiradas em 10 de março. São a Prometeu e a Pandora. Elas não são satélites comuns, e seus efeitos gravitacionais no anel "F" fez com que os cientistas as chamassem "luas pastores". Elas fascinam todos os pesquisadores interessados na dinâmica do sistema de anéis, uma vez que suas órbitas são tão próximas que interagem uma com a outra de maneira caótica. Esses satélites têm histórico de desafiar as previsões de suas órbitas e uma das missões da Cassini's será monitorar o movimento desses corpos de perto.
18 de maio – A Cassini entrou no sistema de Saturno e a força gravitacional desse planeta começou a ultrapassar a influência do Sol.

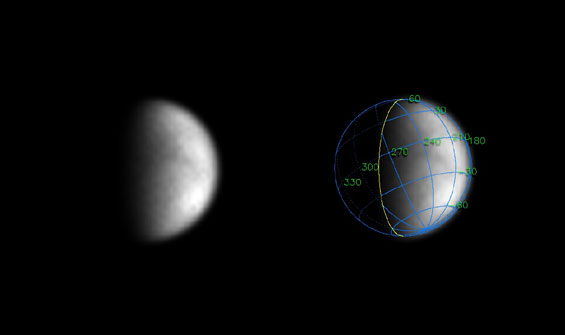
Titã vista da Cassini

20 de maio – A primeira foto da Titã, com melhor resolução do que qualquer observação feita da Terra, foi publicada. Foi tirada em 5 de maio a uma distância de 29,3 milhões de quilômetros.
27 de maio – A TCM-20, uma aproximação à lua Phoebe para correção de trajetória foi executada às 22:26:00 UTC. Para isso, o motor foi acionado por 5 minutos e 56 segundos, pela primeira vez desde dezembro de 1998. Isso serviu como um "ensaio geral" para o acionamento de 96 minutos que ocorreria para a inserção na órbita de Saturno. Entretanto, a TCM-20 foi projetada principalmente para alterar a velocidade da Cassini em 34,7 m/s, resultando num sobrevoo à lua Phoebe em 11 de junho.

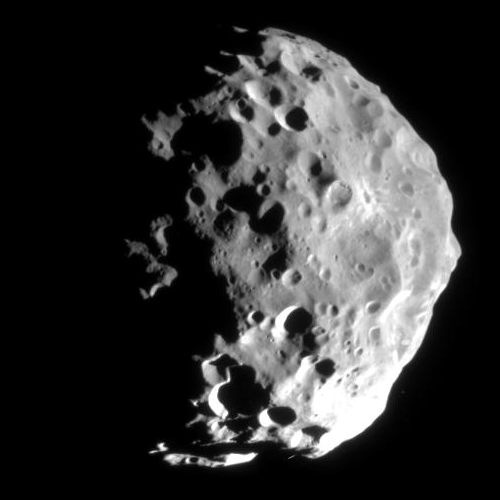
Essa imagem da lua de Saturno Phoebe foi tirada pela espaçonave Cassini às 16:10 UT em 11 de junho de 2004

11 de junho – Cassini sobrevoou a lua Phoebe as 19:33 UT no Tempo de Eventos da Espaçonave a 2068 quilômetros de distância. Todos os onze instrumentos a bordo operaram como o esperado e todos os dados foram adquiridos. Os cientistas esperam usar esses dados para criar um mapa global da lua cheia de crateras, e determinar a composição, a massa e a densidade da Phoebe.
16 de junho – Ocorreu a TCM-21, com um acionamento de 38 segundos do motor principal. Foi planejada como a última correção de trajetória de Cassini, antes da entrada na órbita de Saturno. Alguns dias depois, a TCM-22, programada para 21 de junho, foi cancelada.
1 de julho – O acionamento para a Inserção na Órbita de Saturno foi bem sucedido. Às 19:11 PDT (22:11 EDT), a Cassini cruzou o anel planetário, entre as seções F e G. A sua antena foi orientada para a frente, agindo como um escudo contra partículas pequenas do anel. Às 19h36 PDT (22:36 EDT), a espaçonave começou um acionamento crítico de 96 minutos do motor, para cortar sua velocidade em 626 metros por segundo. Logo após esse acionamento, fotografias do anel foram tiradas e enviadas aos cientistas da missão, a medida que a sonda se aproximava dos 19.980 quilômetros do topo das nuvens. 

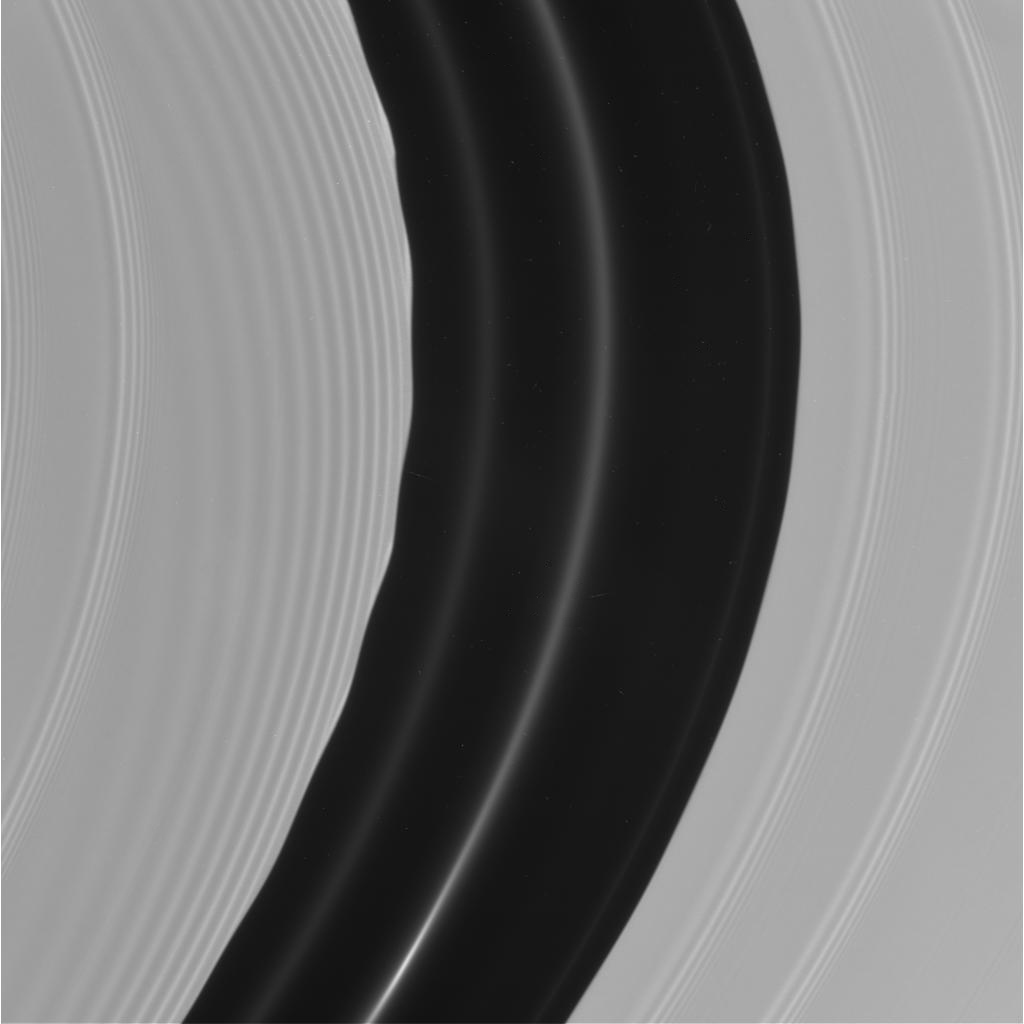
Borda do anel, vista da Cassini

Os cientistas ficaram surpresos com a claridade dos detalhes nas imagens e levarão bastante tempo para analisá-las. "Nós não veremos todo o quebra-cabeças, somente algumas peças, mas o que estamos vendo é dramático," disse a Dra. Carolyn Porco, chefe da equipe de imagem da Cassini, Instituto de Ciência Espacial, , Boulder, Colorado. "As imagens são incompreensível, simplesmente incompreensível. Eu tenho trabalhado nesta missão há 14 anos e não deveria estar surpresa, mas é notável o quão surpreendente é ver essas imagens pela primeira vez."
2 de julho – O primeiro sobrevoo da Cassini a Titã foi executado, e as primeiras imagens tiradas de perto foram enviadas à Terra. Devido ao planejamento da órbita inicial, a Cassini estava passando sobre o polo sul do satélite a uma distância maior do que nos sobrevoos posteriores. Entretanto, durante a coletiva de imprensa de 3 de junho, os cientistas da missão apresentaram imagens que já estavam os forçando a repensar as teorias anteriores. Aparentemente, as características mais escuras ou mais brilhante do albedo da superfície representam diferentes materiais. Ao contrário do esperado, as regiões de gelo parecem ser mais escuras do que as áreas onde outro material (possivelmente matéria orgânica) está misturado ao gelo.
16 de agosto – Os cientistas anunciaram a descoberta de duas novas luas de Saturno e, com isso, o sucesso de um dos programas da Cassini: localizar satélites pequenos e até então desconhecidos. Mais tarde batizadas "Methone" (S/2004 S 1) e "Palene" (S/2004 S 2), esses objetos são pequenos em comparação a outras luas, e orbitam entre Mimas e Encélado.
23 de agosto – A uma distância de 9 milhões de quilômetros de Saturno, o último grande acionamento do motor principal ocorreu para ajustar a aproximação seguinte e evitar as partículas do anel planetário. O acionamento de 51 minutos aumentou a velocidade da sonda em 325 metros por segundo, movendo o ponto de periastro cerca de 300.000 km mais distante de Saturno do que a menor distância durante a inserção na órbita do planeta. Ao mesmo tempo, o novo curso colocaria a Cassini muito próxima de Titã durante o sobrevoo seguinte. 
14 de setembro – A verificação final da sonda Huygens foi concluída com êxito. A separação da sonda permaneceu agendada para 25 de dezembro, com a aterrissagem antecipada para 14 de janeiro de 2005.

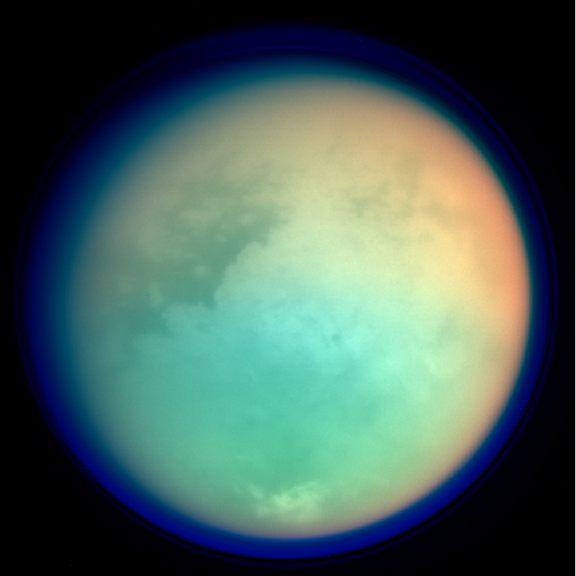
Imagem em cores falsas da Titã

26 de outubro – O segundo sobrevoo da Titã (chamado "Titan-A") foi executado com sucesso. Os dados começaram a chegar no centro da missão às 01:30 UTC, em 27 de outubro, e incluíram a foto de mais alta resolução tirada da superfície do Satélite. Incluíram também a primeira imagem em espectro infravermelho de alta resolução da atmosfera e da superfície. A espaçonave atravessou com sucesso a atmosfera nebulosa de Titã, chegando a 1.176 quilômetros da superfície do satélite. O sobrevoo foi mais próximo de Titã do que o de qualquer outra espaçonave. Os dados das imagens, do espectro e do radar revelaram uma superfície complexa e intrigante. A análise dos dados ainda persiste. A única falha durante o evento "Titan-A" envolveu o instrumento CIRS. Durante a reprodução, a equipe de instrumento observou  dados corrompidos, e foi tomada a decisão de desligar o instrumento para reinicializá-lo. O instrumento CIRS foi religado em 24 horas e, atualmente, permanece em seu estado nominal.
23 de novembro – A última avaliação em voo da sonda Huygens antes da separação foi concluída com êxito. Todos os sistemas estão prontos para a abertura da sonda à tempo.
13 de dezembro – O sobrevoo "Titan-B" foi executado com êxito e os dados coletados foram avaliados pelos cientistas da missão.
25 de dezembro – A sonda Huygens é separada da Cassini às 02:00 UTC.

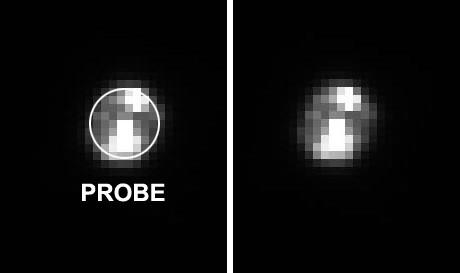
Huygens é liberada e segue ruma a Titã.

27 de dezembro – A NASA publicou uma foto da Huygens tirada da Cassini dois dias após a liberação da sonda, reportando que a análise da imagem demonstrou que a sonda está no curso correto, dentro da margem de erro esperada. Essas avaliações foram necessárias para colocar o orbitador na orientação correta, de forma a receber os dados da sonda quando esta adentrar a atmosfera de Titã.
26 de dezembro – A OTM-10 foi executada às 03:00 UTC no Tempo de Eventos da Espaçonave. Essa manobra, também chamada ODM (Manobra de Deflexão de Órbita), retirou a Cassini da trajetória de colisão com Titã, colocando-a em uma trajetória de sobrevoo com altitude necessária para receber os dados da Huygens a medida que a sonda adentrava Titã.

31 de dezembro – O sobrevoo da Cassini a Jápeto ocorreu às 18:45:37 UTC, a uma altitude de 122.645 quilômetros. As primeiras imagens brutas ficaram disponíveis no dia seguinte.

## 2005
14 de janeiro – A Huygens entrou na atmosfera de Titã às 09:06 UTC e aterrissou suavemente na superfície aproximadamente 2 horas depois. Esse evento foi confirmado pela recepção da portadora emitida pela sonda durante o processo. às 16:19 UTC, o orbitador Cassini começou a retransmitir para a Terra os dados científicos recebidos da sonda. A primeira imagem foi liberada às 19:45 UTC, mostrando uma vista a aproximadamente 16 km acima da superfície. Uma segunda imagem tirada pela sonda, já sobre a superfície, foi liberada pouco tempo depois. A análise dessas imagens continua em progresso.
15 de fevereiro – Sobrevoo bem sucedido a Titã, com novas regiões da sua superfície escaneadas por radar. O radar de mapeamento da Cassini adquiriu imagens que mostram uma grande cratera no satélite, com um diâmetro estimado de 440 km.

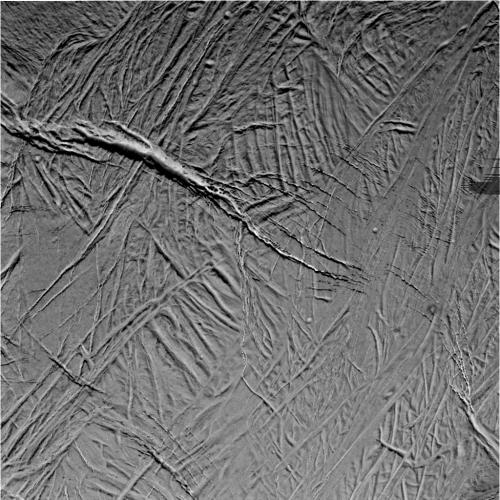
Primeira imagem em close-up da Encélado

17 de fevereiro – O primeiro sobrevoo próximo à Encélado foi realizado, e as imagens foram enviadas à Terra. O sobrevoo ocorreu a uma distância de aproximadamente 1180 km.
9 de março – O segundo sobrevoo a Encélado foi realizado, e a Cassini passou pelo satélite a uma distância mínima de 500 km.
17 de março – A sonda da Cassini revelou que a lua de Saturno Encélado possui atmosfera, que foi descrita como "substancial" por seus descobridores.
31 de março – O quarto sobrevoo planejado à Titã, a uma distância mínima de 2400 km do satélite, foi realizado. As imagens e demais dados desse evento ainda estão sob análise.

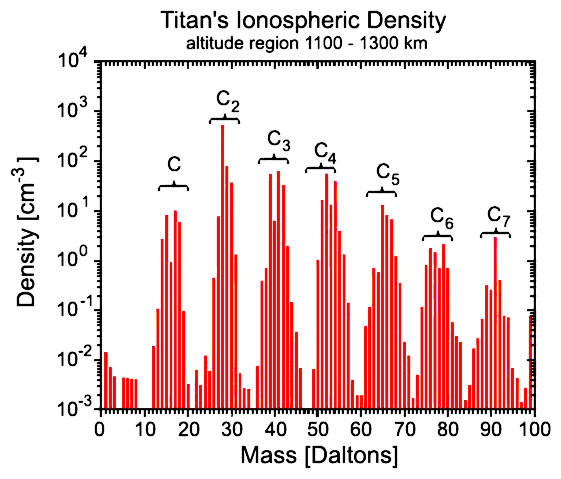
Diagrama da atmosfera de Titã

16 de abril – O quinto sobrevoo planejado a Titã, a uma distância mínima de cerca de 1025 km, foi realizado às 19:12 UTC. Foi o sobrevoo mais próximo até hoje registrado, e forneceu a oportunidade de obter dados mais detalhados acerca da constituição na porção superior da atmosfera de Titã. Uma primeira análise dos dados revelou uma grande proporção de moléculas complexas de carbono. Em 25 de abril, foi publicado um diagrama demonstrando a existência de tais moléculas.
3 de maio – A Cassini da início a experimentos de  ocultação nos anéis de Saturno, na tentativa de determinar a distribuição do tamanho de suas partículas, na escala de centímetros.
10 de maio – No início de um experimento de observação focada de período do anel planetário, com previsão de durar até setembro, os cientistas da missão anunciaram a descoberta de uma nova lua na Keeler gap, dentro da seção "A" do anel. Provisoriamente batizada S/2005 S 1 e mais tarde renomeada Dafne, foi vista pela primeira vez em uma sequência de imagens tiradas em 1 de maio. Os cientistas de imagem haviam previsto a existência da nova lua e sua distância orbital de Saturno após o avistamento, em julho, de um conjunto com características peculiares na margem exterior da Keeler gap.
14 de julho – O sobrevoo mais próximo da Encélado, a uma distância de 175 km, foi conduzido com êxito. As primeiras imagens foram publicadas.
22 de agosto – Sobrevoo de Titã, a uma distância mínima de 3669 km.
7 de setembro – Sobrevoo de Titã, a uma distância de 1075 km. Os dados coletados foram parcialmente perdidos devido a um problema de software.
24 de setembro – Sobrevoo de Tétis, a uma distância de 1500 km.
26 de setembro – Sobrevoo de Hipérion, a uma distância de 1010 km, o mais próximo e único sobre esse satélite durante a missão primária.
11 de outubro – Sobrevoo de Dione, a uma distância de 500 km.
28 de outubro –  Sobrevoo de Titã, a uma distância de 1400 km.
26 de novembro – Sobrevoo de Reia, a uma distância de 500 km.
26 de dezembro – Sobrevoo de Titã, a uma distância de 10410 km.

## 2006

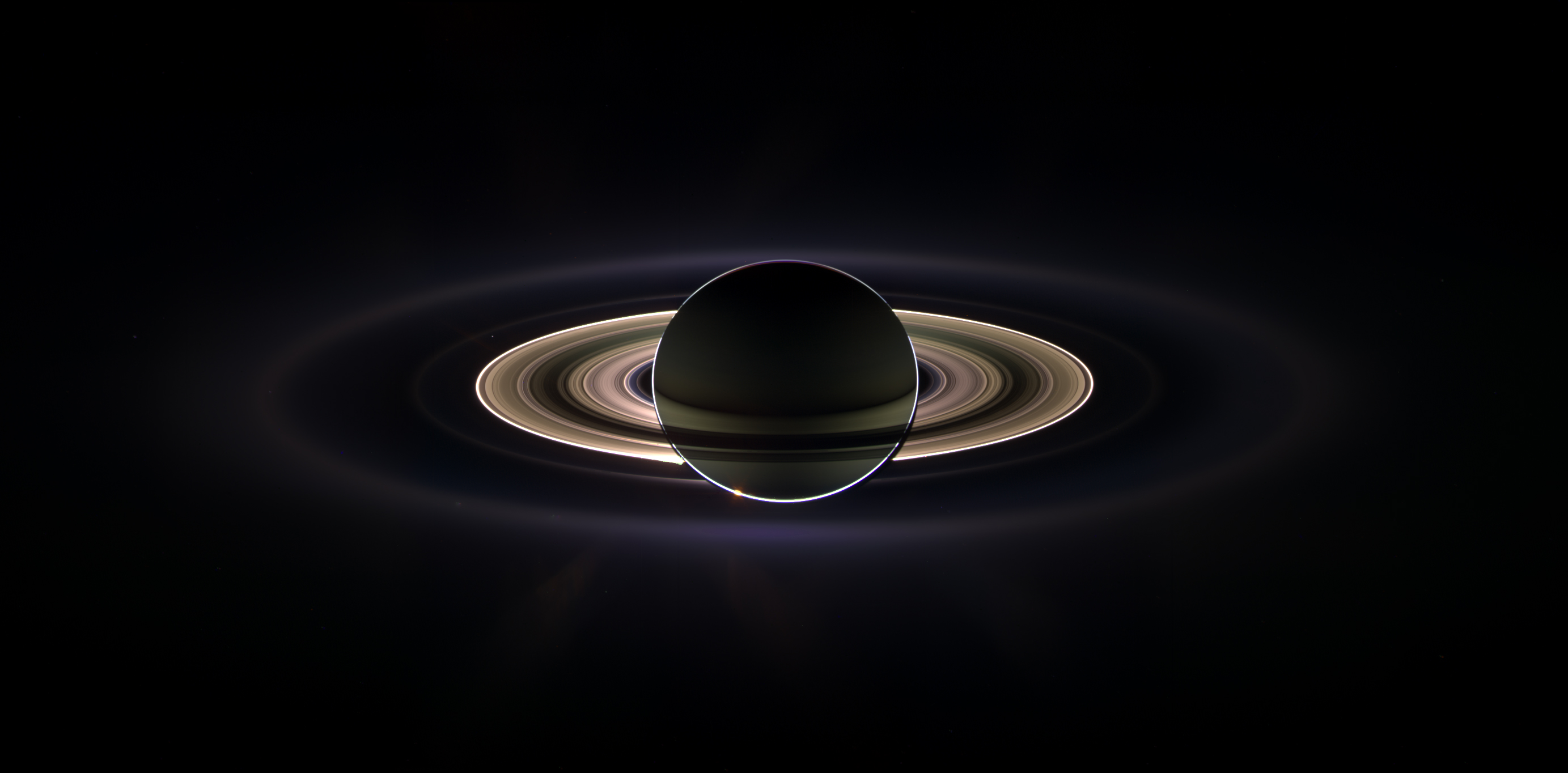
Um eclipse de Saturno, com os anéis visíveis, 2006

15 de janeiro – Sobrevoo de Titã, a uma distância de 2040 km.
2 de fevereiro – Sobrevoo de Titã, a uma distância de 4390 km.
18 de março – Sobrevoo de Titã, a uma distância de 1950 km.
20 de maio – Sobrevoo de Titã, a uma distância de 1880 km.
2 de julho – Sobrevoo de Titã, a uma distância de 1910 km.
27 de julho – A NASA confirma a presença de lagos de hidrocarbonetos na região polar norte de Titã.
23 de setembro – Sobrevoo de Titã, a uma distância de 960 km.

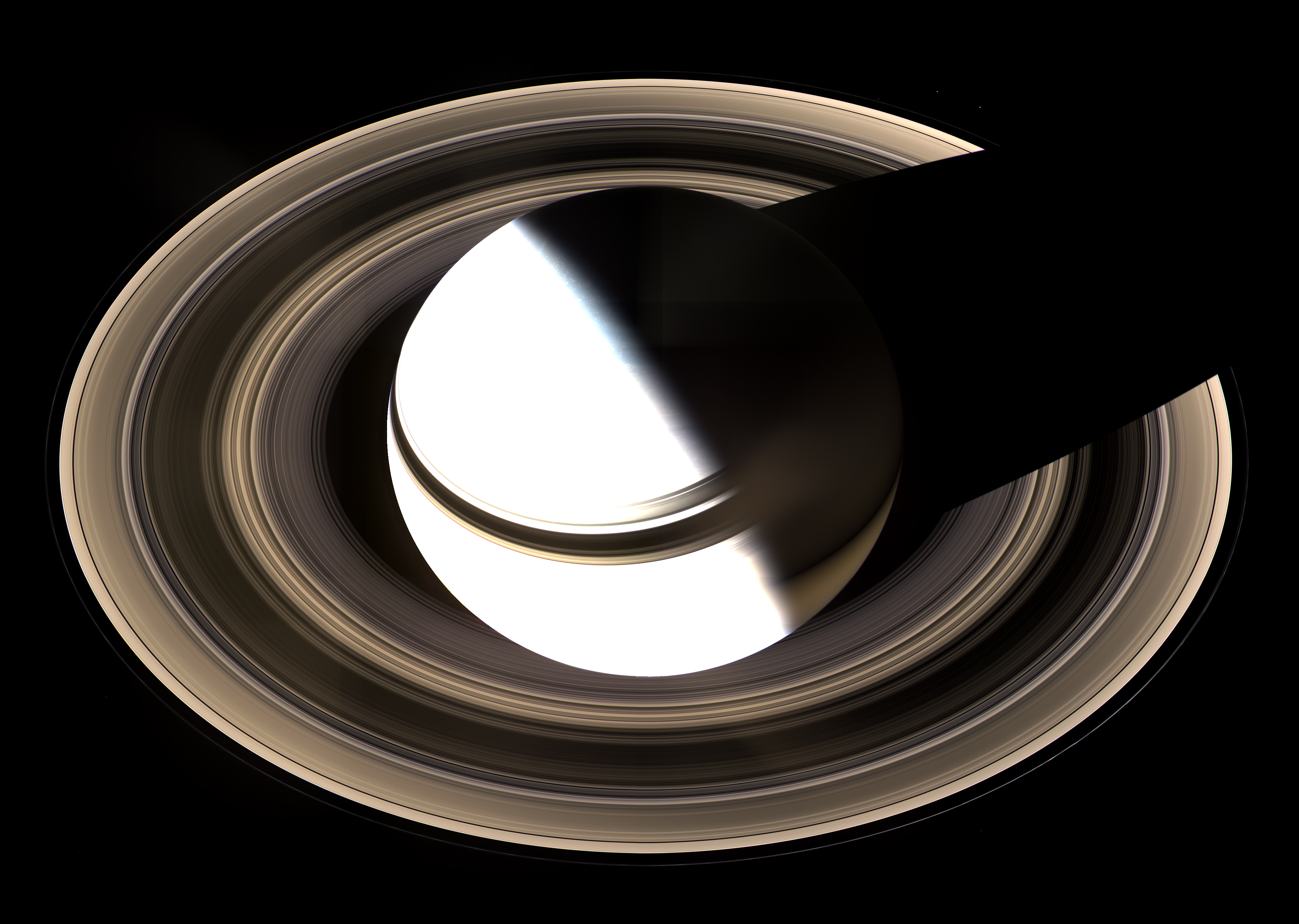
Uma das imagens de Saturno publicadas pela NASA em 1 de março de 2007. Essa imagem foi tirada em 19 de janeiro desse mesmo ano.

## 2007
1 de março – A NASA publica várias imagens notáveis de Saturno, tiradas sob ângulos que não são possíveis da Terra.
10 de setembro – Sobrevoo de Jápeto, a uma distância de 1600 km.

## 2008
12 de março — A Cassini é programada para um sobrevoo frontal imprecedente da lua Encélado.
28 de maio – A Cassini completa seu 43º sobrevoo de Titã, finalizando sua missão primária. Rebatizada "Missão de Equinócio", a Cassini observará Saturno durante seu período de verão. A sonda também é capaz de realizar pelo menos mais uma missão além dessa, a chamada "Missão de Solstício".

## Missão de Equinócio da Cassini

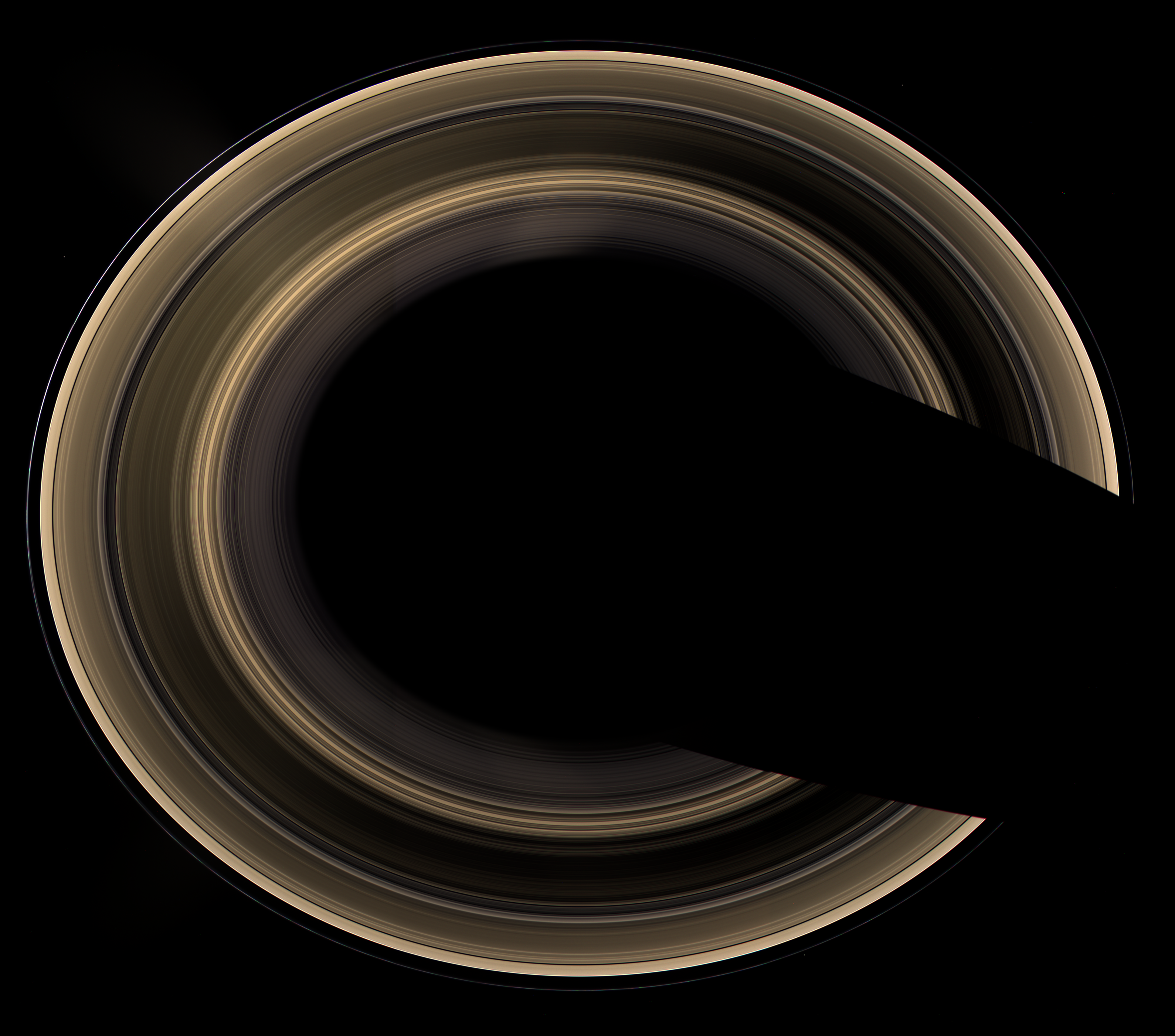
Anéis vistos de cima, com Saturno no recorte

11 de agosto, 9 e 31 de outubro – Com aproximações de 50, 25, e 200 km, respectivamente, os três últimos sobrevoos de Encélado em 2008 empregaram uma nova técnica de fotografia chamada "tiro ao alvo", de forma a adquirir imagens de altíssima resolução. Os sobrevoos também permitiram que a Cassini fotografasse diretamente aos plumas criovulcânicas do satélite.
3 e 14 de novembro, 5 e 21 de dezembro – Sobrevoos 46 a 49 de Titã. Esse último permitiu o escaneamento por radar do Ontario Lacus, um dos maiores lagos de metano de Titã.

## 2009
Foram programados para esse ano 15 sobrevoos a Titã e 2 sobrevoos próximos de Encélado. De junho a outubro, é observado Saturno durante o equinócio, período no qual o Sol está diretamente sobre o equador do planeta. 

## 2010
Em 2 de Novembro desse ano, a Cassini foi colocada num modo de stand by de proteção, após  a ter ocorrido a perda de uma instrução importante. A NASA anunciou a interrupção do processo científico em 8 de novembro.  Entretanto, nessa data, algumas das funcionalidades da espaçonave já haviam sido parcialmente restauradas. Os instrumentos foram reiniciados com êxito em 10 de novembro.
A Cassini foi reativada em 24 de novembro e voltou a funcionar perfeitamente, e a tempo para os sobrevoos programados de Encélado. A essa altura, não havia ocorrido divulgação  sobre perdas de dados relacionadas ao sobrevoo de 11 de novembro.
A Cassini fez dois sobrevoos próximos de Encélado em dezembro.

## Missão de Solstício da Cassini (2010-2017)
Em 3 de fevereiro de 2010, a NASA anunciou que havia sido financiada a segunda extensão da missão, até maio de 2017, alguns meses após o financiamento da missão do solstício de verão. O cronograma incluiu 155 órbitas adicionais, com 54 sobrevoos de Titã, 11 de Encélado, 2 de Reia e 3 de Dione. Um dos sobrevoos de Titã adentrou na ionosfera.

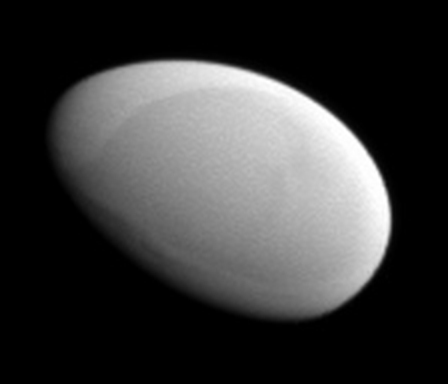
Cassini flew by Saturn's little moon Methone in May 2012

## Marcos de viagem da Cassini
| Tempo de Evento da Espaçonave | Distância de Saturno |
| ----------------------------- | -------------------- |
| 22-Mar-2004 07:42:14          | 50.000.000 km        |
| 12-Abr-2004 19:35:12          | 40.000.000 km        |
| 04-Mai-2004 02:59:09          | 30.000.000 km        |
| 25-Mai-2004 02:40:06          | 20.000.000 km        |
| 14-Jun-2004 11:15:22          | 10.000.000 km        |

## Cronologia detalhada da missão Huygens
Ver o artigo principal da sonda Huygens.

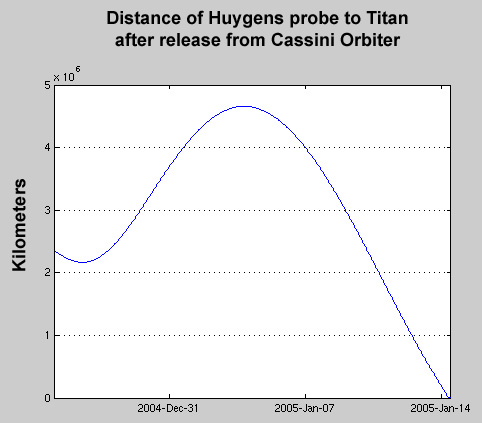
Distância entre a Huygens e Titã

### Marcos de viagem da sonda Huygens
| Tempo de Eventos da Espaçonave | Descrição                                |
| ------------------------------ | ---------------------------------------- |
| 2004-Dez-25 02:00 UTC          | Huygens se separa da Cassini             |
| 2004-Dez-25 06:07 UTC          | 5 km da Cassini                          |
| 2004-Dez-25 10:13 UTC          | 10 km da Cassini                         |
| 2004-Dez-28 01:17 UTC          | 100 km da Cassini                        |
| 2004-Dez-28 12:20 UTC          | 1,000 km da Cassini                      |
| 2004-Dez-29 00:02 UTC          | 2,000 km da Cassini                      |
| 2004-Dez-29 11:39 UTC          | 3,000 km da Cassini                      |
| 2004-Dez-29 23:11 UTC          | 4,000 km da Cassini                      |
| 2004-Dez-30 10:36 UTC          | 5,000 km da Cassini                      |
| 2005-Jan-03 20:01 UTC          | 4,658,661 km da Titã (maior distância)   |
| 2005-Jan-06 23:40 UTC          | 4,000,000 km da Titã                     |
| 2005-Jan-09 01:26 UTC          | 3,000,000 km da Titã                     |
| 2005-Jan-10 18:37 UTC          | 2,000,000 km da Titã                     |
| 2005-Jan-12 11:20 UTC          | 1,000,000 km da Titã                     |
| 2005-Jan-12 15:36 UTC          | 900,000 km da Titã                       |
| 2005-Jan-12 19:56 UTC          | 800,000 km da Titã                       |
| 2005-Jan-13 00:19 UTC          | 700,000 km da Titã                       |
| 2005-Jan-13 04:48 UTC          | 600,000 km da Titã                       |
| 2005-Jan-13 09:21 UTC          | 500,000 km da Titã                       |
| 2005-Jan-13 13:59 UTC          | 400,000 km da Titã                       |
| 2005-Jan-13 18:43 UTC          | 300,000 km da Titã                       |
| 2005-Jan-13 23:31 UTC          | 200,000 km da Titã                       |
| 2005-Jan-14 04:23 UTC          | 100,000 km da Titã                       |
| 2005-Jan-14 04:53 UTC          | 90,000 km da Titã                        |
| 2005-Jan-14 05:22 UTC          | 80,000 km da Titã                        |
| 2005-Jan-14 05:52 UTC          | 70,000 km da Titã                        |
| 2005-Jan-14 06:21 UTC          | 60,000 km da Titã                        |
| 2005-Jan-14 06:50 UTC          | 50,000 km da Titã                        |
| 2005-Jan-14 07:20 UTC          | 40,000 km da Titã                        |
| 2005-Jan-14 07:49 UTC          | 30,000 km da Titã                        |
| 2005-Jan-14 08:18 UTC          | 20,000 km da Titã                        |
| 2005-Jan-14 08:48 UTC          | 10,000 km da Titã                        |
| 2005-Jan-14 08:51 UTC          | 9,000 km da Titã                         |
| 2005-Jan-14 08:54 UTC          | 8,000 km da Titã                         |
| 2005-Jan-14 08:57 UTC          | 7,000 km da Titã                         |
| 2005-Jan-14 08:59 UTC          | 6,000 km da Titã                         |
| 2005-Jan-14 09:02 UTC          | 5,000 km da Titã                         |
| 2005-Jan-14 09:06 UTC          | A Huygens adentra a atmosfera de Titã    |
| 2005-Jan-14 11:24 UTC          | Huygens impacta com a superfície de Titã |

### Fenômenos celestes vistos na data da aterrissagem em Titã
O dia da aterrissagem inicia em 2005-Jan-08 04:05:08 UTC e termina em 2005-Jan-24 03:26:14 UTC.
De acordo com a trajetória descendente prevista para a Huygens, a sonda foi programada para aterrissar a 10.2936° Sul e 163.1775° Leste. Antes do pouso, a localização não podia ser determinada com exatidão, já que a sonda seria influenciada pelo vento na atmosfera de Titã.
| Tempo solar aparente local | Tempo de eventos da espaçonve | Descrição                                           |
| -------------------------- | ----------------------------- | --------------------------------------------------- |
| 03:06                      | 2005-Jan-10 05:43 UTC         | Nasce Júpiter                                       |
| 03:21                      | 2005-Jan-10 09:43 UTC         | A lua Phoebe se põe                                 |
| 03:55                      | 2005-Jan-10 18:47 UTC         | Nasce Plutão                                        |
| 04:56                      | 2005-Jan-11 10:54 UTC         | Nasce a Cassini                                     |
| 05:03                      | 2005-Jan-11 12:52 UTC         | Nasce a Huygens                                     |
| 05:06                      | 2005-Jan-11 13:29 UTC         | Nasce Marte                                         |
| 05:29                      | 2005-Jan-11 19:36 UTC         | Nasce Vênus                                         |
| 05:31                      | 2005-Jan-11 20:19 UTC         | Nasce Mercúrio                                      |
| 05:35                      | 2005-Jan-11 21:22 UTC         | Nasce Jápeto                                        |
| 05:43                      | 2005-Jan-11 23:20 UTC         | Nasce o Sol                                         |
| 05:44                      | 2005-Jan-11 23:39 UTC         | Nasce a Terra                                       |
| 05:44                      | 2005-Jan-11 23:40 UTC         | Nasce a Lua                                         |
| 06:52                      | 2005-Jan-12 17:54 UTC         | Nasce Netuno                                        |
| 07:47                      | 2005-Jan-13 08:32 UTC         | Nasce Urano                                         |
| 08:26                      | 2005-Jan-13 18:46 UTC         | A Terra transita entre o Sol e saturno - 1º contato |
| 08:26                      | 2005-Jan-13 18:53 UTC         | A Terra transita entre o Sol e saturno - 2º contato |
| 08:35                      | 2005-Jan-13 21:20 UTC         | A Lua transita entre o Sol e Saturno (1° contato)   |
| 08:36                      | 2005-Jan-13 21:22 UTC         | A Lua transita entre o Sol e Saturno (2° contato)   |
| 08:48                      | 2005-Jan-14 00:34 UTC         | A Terra transita entre o Sol e saturno (o maior)    |
| 08:58                      | 2005-Jan-14 03:13 UTC         | A Lua transita entre o Sol e saturno (o maior)      |
| 09:09                      | 2005-Jan-14 06:15 UTC         | A Terra transita entre o Sol e Saturno (3° contato) |
| 09:09                      | 2005-Jan-14 06:23 UTC         | A Terra transita entre o Sol e Saturno (4° contato) |
| 09:12                      | 2005-Jan-14 07:10 UTC         | A Cassini transita o meridiano                      |
| 09:20                      | 2005-Jan-14 09:03 UTC         | A Lua transita entre o Sol e Saturno (3° contato)   |
| 09:20                      | 2005-Jan-14 09:05 UTC         | A Lua transita entre o Sol e Saturno (4° contato)   |
| 09:20                      | 2005-Jan-14 09:06 UTC         | A Huygens adentra a atmosfera                       |
| 09:28                      | 2005-Jan-14 11:11 UTC         | Júpiter transita o meridiano                        |
| 09:28                      | 2005-Jan-14 11:24 UTC         | A Huygens atinge a superfície                       |
| 09:35                      | 2005-Jan-14 13:08 UTC         | A Cassini se põe                                    |
| 10:11                      | 2005-Jan-14 22:41 UTC         | Plutão transita o meridiano                         |
| 10:23                      | 2005-Jan-15 01:48 UTC         | Hipérion se põe                                     |
| 11:14                      | 2005-Jan-15 15:27 UTC         | Jápeto transita o meridiano                         |
| 11:26                      | 2005-Jan-15 18:36 UTC         | Marte transita o meridiano                          |
| 11:48                      | 2005-Jan-16 00:36 UTC         | Vênus transita o meridiano                          |
| 11:50                      | 2005-Jan-16 01:09 UTC         | Mercúrio transita o meridiano                       |
| 11:59                      | 2005-Jan-16 03:26 UTC         | A Terra transita o meridiano                        |
| 11:59                      | 2005-Jan-16 03:27 UTC         | A Lua transita o meridiano                          |
| 12:00                      | 2005-Jan-16 03:44 UTC         | O Sol transita o meridiano                          |
| 13:05                      | 2005-Jan-16 21:02 UTC         | Netuno transita o meridiano                         |
| 13:56                      | 2005-Jan-17 10:39 UTC         | Urano transita o meridiano                          |
| 15:49                      | 2005-Jan-18 16:41 UTC         | Júpiter se põe                                      |
| 16:26                      | 2005-Jan-19 02:24 UTC         | A lua Phoebe nasce                                  |
| 16:26                      | 2005-Jan-19 02:36 UTC         | Plutão se põe                                       |
| 17:46                      | 2005-Jan-19 23:42 UTC         | Marte se põe                                        |
| 17:55                      | 2005-Jan-20 02:08 UTC         | Jápeto se põe                                       |
| 18:08                      | 2005-Jan-20 05:35 UTC         | Vênus se põe                                        |
| 18:10                      | 2005-Jan-20 06:06 UTC         | Mercúrio se põe                                     |
| 18:14                      | 2005-Jan-20 07:20 UTC         | A Terra se põe                                      |
| 18:14                      | 2005-Jan-20 07:21 UTC         | A Lua se põe                                        |
| 18:17                      | 2005-Jan-20 08:09 UTC         | O Sol se põe                                        |
| 19:18                      | 2005-Jan-21 00:10 UTC         | Netuno se põe                                       |
| 20:05                      | 2005-Jan-21 12:46 UTC         | Urano se põe                                        |
| 21:31                      | 2005-Jan-22 11:44 UTC         | Phoebe transita o meridiano                         |

### Cronologia do procedimento de aterrissagem da Huygens
| Tempo de eventos da espaçonave | Descrição |
| ------------------------------ | --- |
| 2005-Jan-11 12:00 UTC          | O orbitador nasce à leste, conforme visto do local de aterrissagem                                                                                   |
| 2005-Jan-14 06:50 UTC          | O orbitador liga os receptores de conexão de sinais de rádio                                                                                         |
| 2005-Jan-14 07:02 UTC          | Orbitador começa a voltar os receptores em direção a Titã                                                                                            |
| 2005-Jan-14 07:14 UTC          | O orbitador está completamente voltado para Titã, 3 minutos mais tarde a conexão para download da banda X do orbitador é desativada.                 |
| 2005-Jan-14 08:29 UTC          | Saturno é ocultado por Titã, conforme visto da Huygens                                                                                               |
| 2005-Jan-14 08:38 UTC          | Os anéis de Saturno são ocultados por Titã, conforme visto da Huygens                                                                                |
| 2005-Jan-14 08:44 UTC          | A sonda liga os transmissores |
| 2005-Jan-14 09:06 UTC          | A Huygens adentra a atmosfera de Titã |
| 2005-Jan-14 09:09 UTC          | Huygens feels maximum deceleration |
| 2005-Jan-14 09:10 UTC          | O canal piloto é implementado |
| 2005-Jan-14 09:10 UTC          | Cobertura à popa é liberada |
| 2005-Jan-14 09:10 UTC          | O pára-quedas principal é acionado |
| 2005-Jan-14 09:11 UTC          | Início da transmissão do orbitador Cassini |
| 2005-Jan-14 09:11 UTC          | Escudo frontal liberado; os transmissores trocam para modo de alta potência; os instrumentos são configurados para a descida; as medições têm início |
| 2005-Jan-14 09:25 UTC          | O pára-quedas principal se separa; a rampa de ancoragem para estabilização é acionada                                                                |
| 2005-Jan-14 09:42 UTC          | O sensor de proximidade da superfície é ativado |
| 2005-Jan-14 09:49 UTC          | Ocorrem possíveis efeitos de congelamento na sonda                                                                                                   |
| 2005-Jan-14 09:50 UTC          | Cromatógrafo a gas - espectrômetro de massas começa a amostrar a atmosfera                                                                           |
| 2005-Jan-14 11:12 UTC          | O orbitador realisa seu sobrevoo mais próximo de Titã, a uma altitude de 59996 km, a uma velocidade de 5401 metros por segundo                       |
| 2005-Jan-14 11:23 UTC          | É ligada a lâmpada para tomada de imagens de descida                                                                                                 |
| 2005-Jan-14 11:24 UTC          | Huygens atinge a superfície de Titã |
| 2005-Jan-14 13:11 UTC          | O orbitador se põe a oeste |
| 2005-Jan-14 13:37 UTC          | O orbitador pára a coleta de dados da sonda |

### Encontros da Cassini com as luas deSaturno
(projecção Junho/04)
|  | Orbita | Lua                   | Data de encontro | Altitude |    |
|  | ------ | --------------------- | ---------------- | -------- | -- |
|  | 0      | Febe                  | Jun. 11, 2004    | 1997     | km |
|  | A      | Titã                  | Out. 26, 2004    | 1200     | km |
|  | B      | Titã                  | Dez. 13, 2004    | 2358     | km |
|  | B      | Sonda Huygens largada | Dez. 24, 2004    |          | —  |
|  |        |                       |                  |          |    |
|  | C      | Jápeto                | Jan. 1, 2005     | 65 000   | km |
|  | C      | Titã                  | Jan. 14, 2005    | 60 000   | km |
|  | 3      | Titã                  | Fev. 15, 2005    | 950      | km |
|  | 3      | Encélado              | Fev. 17, 2005    | 1179     | km |
|  | 4      | Encélado              | Mar. 9, 2005     | 500      | km |
|  | 5      | Titã                  | Mar. 31, 2005    | 2523     | km |
|  | 6      | Titã                  | Abr. 16, 2005    | 950      | km |
|  | 11     | Encélado              | Jul. 14, 2005    | 1000     | km |
|  | 12     | Mimas                 | Ago. 2, 2005     | 45 100   | km |
|  | 13     | Titã                  | Ago. 22, 2005    | 4015     | km |
|  | 14     | Titã                  | Set. 7, 2005     | 950      | km |
|  | 15     | Tétis                 | Set. 24, 2005    | 33 000   | km |
|  | 15     | Hipérion              | Set. 26, 2005    | 990      | km |
|  | 16     | Dione                 | Out. 11, 2005    | 500      | km |
|  | 17     | Titã                  | Out. 28, 2005    | 1446     | km |
|  | 18     | Reia                  | Nov. 26, 2005    | 500      | km |
|  | 19     | Titã                  | Dez. 26, 2005    | 10 429   | km |
|  |        |                       |                  |          |    |
|  | 20     | Titã                  | Jan. 15, 2006    | 2042     | km |
|  | 21     | Titã                  | Fev. 27, 2006    | 1812     | km |
|  | 22     | Titã                  | Mar. 18, 2006    | 1947     | km |
|  | 23     | Titã                  | Abr. 30, 2006    | 1853     | km |
|  | 24     | Titã                  | Mai. 20, 2006    | 1879     | km |
|  | 25     | Titã                  | July 2, 2006     | 1911     | km |
|  | 26     | Titã                  | Jul. 22, 2006    | 950      | km |
|  | 28     | Titã                  | Set. 7, 2006     | 950      | km |
|  | 29     | Titã                  | Set. 23, 2006    | 950      | km |
|  | 30     | Titã                  | Out. 9, 2006     | 950      | km |
|  | 31     | Titã                  | Out. 25, 2006    | 950      | km |
|  | 35     | Titã                  | Dez. 12, 2006    | 950      | km |
|  | 36     | Titã                  | Dez. 28, 2006    | 1500     | km |
|  |        |                       |                  |          |    |
|  | 37     | Titã                  | Jan. 13, 2007    | 950      | km |
|  | 38     | Titã                  | Jan. 29, 2007    | 2776     | km |
|  | 39     | Titã                  | Fev. 22, 2007    | 953      | km |
|  | 40     | Titã                  | Mar. 10, 2007    | 956      | km |
|  | 41     | Titã                  | Mar. 26, 2007    | 953      | km |
|  | 42     | Titã                  | Abr. 10, 2007    | 951      | km |
|  | 43     | Titã                  | Abr. 26, 2007    | 951      | km |
|  | 44     | Titã                  | Mai. 12, 2007    | 950      | km |
|  | 45     | Titã                  | Mai. 28, 2007    | 2425     | km |
|  | 46     | Titã                  | Jun. 13, 2007    | 950      | km |
|  | 47     | Tétis                 | Jun. 27, 2007    | 16 200   | km |
|  | 47     | Titã                  | Jun. 29, 2007    | 1942     | km |
|  | 48     | Titã                  | Jul. 19, 2007    | 1302     | km |
|  | 49     | Reia                  | Ago. 30, 2007    | 5100     | km |
|  | 49     | Titã                  | Ago. 31, 2007    | 3227     | km |
|  | 49     | Jápeto                | Set. 10, 2007    | 1000     | km |
|  | 50     | Titã                  | Out. 2, 2007     | 950      | km |
|  | 52     | Titã                  | Nov. 19, 2007    | 950      | km |
|  | 53     | Titã                  | Dez. 5, 2007     | 1300     | km |
|  | 54     | Titã                  | Dez. 20, 2007    | 953      | km |
|  |        |                       |                  |          |    |
|  | 55     | Titã                  | Jan. 5, 2008     | 949      | km |
|  | 59     | Titã                  | Fev. 22, 2008    | 959      | km |
|  | 61     | Encélado              | Mar. 12, 2008    | 995      | km |
|  | 62     | Titã                  | Mar. 25, 2008    | 950      | km |
|  | 67     | Titã                  | Mai. 12, 2008    | 950      | km |
|  | 69     | Titã                  | Mai. 28, 2008    | 1316     | km |

### Missão estendida de Equinócio
| Corpo celeste | Data (UTC)        | Altitude (km)                          |
| ------------- | ----------------- | -------------------------------------- |
| Titã          | 2008 Jul 31 02:13 | 1.613                                  |
| Encélado      | 2008 Ago 11 21:06 | 54                                     |
| Encélado      | 2008 Out 9 19:07  | 25                                     |
| Palene        | 2008 Out 17 02:58 | 29.000                                 |
| Encélado      | 2008 Out 31 17:15 | 197                                    |
| Titã          | 2008 Nov 3 17:35  | 1.100                                  |
| Titã          | 2008 Nov 19 15:56 | 1.023                                  |
| Titã          | 2008 Dez 5 14:26  | 960                                    |
| Titã          | 2008 Dez 21 13:00 | 970                                    |
| Titã          | 2009 Fev 7 08:51  | 960                                    |
| Titã          | 2009 Mar 27 04:44 | 960                                    |
| Titã          | 2009 Abr 4 01:48  | 4.150                                  |
| Titã          | 2009 Abr 20 00:21 | 3.600                                  |
| Titã          | 2009 Mai 5 22:54  | 3.244                                  |
| Titã          | 2009 Mai 21 21:27 | 965                                    |
| Titã          | 2009 Jun 6 20:00  | 965                                    |
| Titã          | 2009 Jun 22 18:33 | 955                                    |
| Titã          | 2009 Jul 8 17:04  | 965                                    |
| Titã          | 2009 Jul 24 15:34 | 955                                    |
| Titã          | 2009 Ago 9 14:04  | 970                                    |
| (Equinócio)   | 2009 Ago 11       | (O Sol ilumina o lado norte dos anéis) |
| Titã          | 2009 Ago 25 12:52 | 970                                    |
| Titã          | 2009 Out 12 08:36 | 1.300                                  |
| Encélado      | 2009 Nov 2 07:42  | 99                                     |
| Encélado      | 2009 Nov 21 02:10 | 1.603                                  |
| Titã          | 2009 Dez 12 01:03 | 4.850                                  |
| Titã          | 2009 Dez 28 00:17 | 955                                    |
| Titã          | 2010 Jan 12 23:11 | 1.073                                  |
| Calipso       | 2010 Fev 13 11:45 | 21.000                                 |
| Reia          | 2010 Mar 2 17:41  | 101                                    |
| Helene        | 2010 Mar 3 13:41  | 1.823                                  |
| Dione         | 2010 Abr 7 05:16  | 503                                    |
| Encélado      | 2010 Abr 28 00:11 | 99                                     |
| Encélado      | 2010 Abr 28 00:11 | 198                                    |
| Titã          | 2010 Abr 28 00:11 | 1.400                                  |
| Titã          | 2010 Jun 5 02:26  | 2.044                                  |
| Titã          | 2010 Jun 21 01:27 | 880 (abaixo da ionosfera)              |
| Titã          | 2010 Jul 07       | 1.005                                  |
| Kiviuq        | 2010 Jul 15       | 9,3 milhões                            |
| Albiorix      | 2010 Jul 31       | ?? milhões                             |
| Encélado      | 2010 Ago 13       | 2.554                                  |

### Missão de Solstício
A segunda extensão da missão está programada para 12 de outubro de 2010 até o solstício de verão de Saturno, em maio de 2017, seguida por uma dúzia de órbitas proximais de saturno e dos anéis. A missão Cassini terminou em 15 de setembro de 2017, quando espaçonave foi imersa pela atmosfera de Saturno.
| Corpo celeste | Data (UTC)        | Altitude (km) |
| ------------- | ----------------- | ------------- |
| Encélado      | 2010 Nov 30       | 48            |
| Encélado      | 2010 Dez 21 01:08 | 48            |
| Reia          | 2011 Jan 11 04:53 | 76            |
| Titã          | 2011 Fev 18 16:04 | 3.651         |
| Telesto       | 2011 Mar 20       | 10.000        |
| Titã          | 2011 Mai 8 22:54  | 1.873         |
| Titã          | 2011 Jun 20       | 1.359         |
| Palene        | 2011 Set 14       | 26.000        |
| Encélado      | 2011 Out 1        | 99            |
| Encélado      | 2011 Out 19       | 1.231         |
| Encélado      | 2011 Nov 6        | 496           |
| Dione         | 2011 Dez 12 09:39 | 99            |
| Titã          | 2011 Dez 13       | 3.586         |
| Titã          | 2012 Fev 19       | 3.803         |
| Encélado      | 2012 Mar 27       | 74            |
| Encélado      | 2012 Abr 14       | 74            |
| Encélado      | 2012 Mai 2        | 74            |
| Telesto       | 2012 Mai 20       | 11.000        |
| Methone       | 2012 Mai 20-21    | 1900          |
| Titã          | 2012 Mai 22       | 955           |
| Titã          | 2012 Jun 7        | 959           |
| Titã          | 2012 Jul 24       | 1.012         |
| Titã          | 2012 Set 26 14:36 | 956           |
| Titã          | 2012 Nov 13 10:22 | 973           |
| Titã          | 2012 Nov 29 08:57 | 1.014         |
| Titã          | 2013 Fev 17 01:57 | 1.978         |
| Reia          | 2013 Mar 9 18:17  | 997           |
| Titã          | 2013 Abr 5 21:44  | 1.400         |
| Titã          | 2013 Mai 23 17:33 | 970           |
| Titã          | 2013 Jul 10 13:22 | 964           |
| Titã          | 2013 Jul 26 11:56 | 1.400         |
| Titã          | 2013 Set 12 07:44 | 1.400         |
| Titã          | 2013 Out 14 04:56 | 961           |
| Titã          | 2013 Dez 1 00:41  | 1.400         |
| Titã          | 2014 Jan 1 22:00  | 1.400         |
| Titã          | 2014 Fev 2 19:13  | 1.236         |
| Titã          | 2014 Mar 6 16:27  | 1.500         |
| Titã          | 2014 Abr 7 13:41  | 963           |
| Titã          | 2014 Mai 17 16:12 | 2.994         |
| Titã          | 2014 Jun 18 13:28 | 3.659         |
| Titã          | 2014 Ago 21 08:09 | 964           |
| Titã          | 2014 Set 22 05:23 | 1.400         |
| Titã          | 2014 Out 24 02:41 | 1.013         |
| Titã          | 2014 Dez 10 22:27 | 980           |
| Titã          | 2015 Fev 12 17:08 | 1.200         |
| Titã          | 2015 Fev 12 17:08 | 1.200         |
| Titã          | 2015 Mar 16 14:30 | 2.274         |
| Titã          | 2015 Mai 7 22:50  | 2.722         |
| Dione         | 2015 Jun 16 20:12 | 516           |
| Dione         | 2015 Ago 17 18:33 | 474           |
| Titã          | 2015 Set 28 21:37 | 1.036         |
| Encélado      | 2015 Out 14 10:42 | 1.839         |
| Encélado      | 2015 Out 28 15:23 | 49            |
| Epimeteu      | 2015 Dez 6        | 2.616         |
| Prometeu      | 2015 Dez 6        | 21.000        |
| Aegaeon       | 2015 Dez 19       | 2.556         |
| Encélado      | 2015 Dez 19 17:49 | 5.000         |
| Titã          | 2016 Fev 1 01:01  | 1.400         |
| Titã          | 2016 Fev 16 23:52 | 1.018         |
| Titã          | 2016 Abr 4 19:48  | 990           |
| Titã          | 2016 Mai 6 17:01  | 971           |
| Titã          | 2016 Jun 7 14:13  | 975           |
| Titã          | 2016 Jul 25 10:05 | 976           |
| Titã          | 2016 Set 27 04:23 | 1.736         |
| Titã          | 2016 Nov 14 00:02 | 1.582         |

Órbitas proximais
| Corpo celeste | Data (UTC)  | Altitude (km) |
| ------------- | ----------- | ------------- |
| Titã          | 2016 Nov 29 | 3.223         |
| Pandora       | 2016 Dez 18 | 13.800        |
| Dafne         | 2017 Jan 16 | 17.800        |
| Pan           | 2017 Mar 7  | 25,000        |
| Atlas         | 2017 Abr 12 | 14.800        |